# Naresuan
Naresuan (นเรศวร), född 25 april 1555 i Phitsanulok, var kung av Ayutthaya mellan 1590 och 1605. 
Hans far var Maha Thammaracha som hade blivit utnämnd av Burma att bli kung över Ayutthaya efter Burmas erövring av Ayutthaya. Hans mor var drottning Visutkasattri. 
När han var sju år gammal fördes han till Burma som gisslan som en garanti för faderns lojalitet. Han var 16 år när han kom tillbaka till Ayutthaya och blev utnämnd till guvernör över Phitsanulok. När Burma senare försökte invadera Ayutthaya efter att den senare brutit sitt vasallskap lyckades Naresuan slå tillbaka de burmesiska arméerna. 
Burma samlade 1591 ihop en stor armé för att slutligen besegra Naresuan, men han dödade den burmesiska kronprinsen i en elefantduell i slaget vid Nong Sarai och landets säkerhet var tryggad för lång tid framöver. Han dog 1605, exakt var och hur är omdiskuterat.

## Galleri

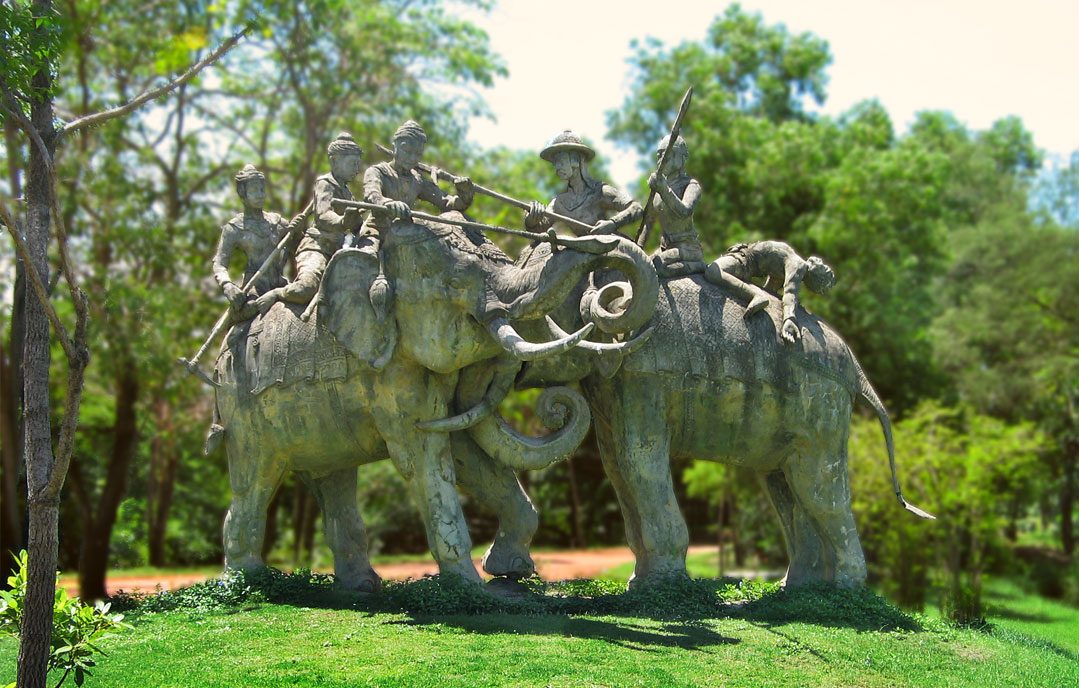
Kung Naresuan i en elefantduell